# Prix Lobatchevski
Le prix Lobatchevski, délivré par l'Académie des sciences de Russie, et la médaille Lobatchevski, décernée par l'université de Kazan, sont des distinctions mathématiques, dont les dénominations rendent hommage à Nikolaï Ivanovitch Lobatchevski.

## Histoire
Le prix Lobatchevski est institué en 1896 , en l'honneur du mathématicien russe Nikolaï Ivanovitch Lobatchevski, qui fut professeur à l'université de Kazan où il vécut le plus fort de sa carrière mathématique. 
C'est en 1897 que le prix est attribué pour la première fois. Entre la révolution d'Octobre de 1917 et la Seconde Guerre mondiale, il ne fut décerné que deux fois, par l'Université de Kazan, en 1927 et 1937. En 1947, par décret du conseil des ministres d'URSS, c'est l'Académie des sciences d'URSS qui est habilitée à attribuer le prix. Il est alors décidé de créer deux prix, décernés tous les cinq ans : le principal est international, le second est réservé aux mathématiciens russes exclusivement. En 1956 un nouveau décret ne fait subsister que le prix international, attribué tous les trois ans.
Avec la disparition de l'Union soviétique en 1991, c'est l'Académie des sciences de Russie qui prend en charge le prix, le délivrant en 1992, 1996 et 2000.

## Récipiendaires du prix

### Université de Kazan
- Sophus Lie, 1897
- Wilhelm Killing, 1900
- David Hilbert, 1903
- Ludwig Schlesinger, 1909 (remis en 1912)
- Friedrich Schur, 1912
- Hermann Weyl, 1927
- Élie Cartan, 1937 (main, international, prize)
- Viktor Wagner (en), 1937 (prix spécial pour les jeunes mathématiciens soviétiques)

En 1906, Beppo Levi a reçu une mention honorable. Le prix n'a pas été attribué.

### Académie des sciences d'URSS
- Nikolai Efimov, 1951
- Alexandre Alexandrov, 1951
- Aleksei Pogorelov (en), 1959
- Lev Pontryagin, 1966
- Heinz Hopf, 1969
- Pavel Alexandrov, 1972
- Boris Delaunay, 1977
- Sergueï Novikov, 1980
- Herbert Busemann (en), 1983
- Andreï Kolmogorov, 1986
- Friedrich Hirzebruch, 1989

### Académie des sciences de Russie
- Vladimir Arnold, 1992
- Gregori Margulis, 1996
- Yurii Reshetnyak (en), 2000

## Récipiendaires de la médaille
- Sophus Lie
- Wilhelm Killing (1900)

### Université de Kazan
- Aleksandr Petrovich Norden (de), 1992
- Boris Komrakov (en), 1997
- Mikhaïl Gromov, 1997
- Shiing-Shen Chern, 2002
- Richard Schoen, 2017
- Daniel Wise, 2019
- Idzhad  Sabitov, 2021

En 1997, Valery N. Berestovsky (Russie), Idjad Kh. Sabitov (Russie) et Boris Rosenfeld (USA) ont reçu une mention honorable.